# Gà nhiều ngón Phú Thọ
Gà nhiều ngón là giống gà quý hiếm có từ lâu đời, gắn liền với sinh kế và văn hoá của dân tộc thiểu số ở tỉnh Phú Thọ, miền Bắc Việt Nam. Ngoài giá trị kinh tế, văn hóa, gà nhiều ngón còn là nguồn gen quý, có ý nghĩa quan trong cho đa dạng sinh học, đa dạng di truyền, phục vụ công tác giống trong phát triển chăn nuôi.

## Đặc điểm

### Ngoại hình
Đây là giống gà có khối lượng trung bình, thân hình cân đối, nhanh nhẹn. Đầu nhỏ, tròn, cổ cao, mắt linh hoạt, lông dày. Con trống chủ yếu có màu nâu đỏ; con mái có màu vàng nâu, vàng sẫm và màu xám. Mào chủ yếu là mào đơn, một số ít con có mào hoa hồng và mào khác. Chân có màu vàng là chủ yếu, còn lại là màu chì (đen).
Đặc trưng đặc biệt của giống gà này đó là có nhiều ngón, thường từ 6 – 8 ngón, một số ít có 5 hoặc 9 ngón. Ngón xuất hiện ngay từ khi gà con mới nở và tồn tại trong suốt cuộc đời. Theo quan niệm của người dân địa phương, gà càng nhiều ngón càng quý và có giá trị thương mại cao; gà 9 ngón rất hiếm và được xem như một báu vật.

### Thể chất
Gà mái thành thục lúc 28 tuần tuổi, muộn so với nhiều giống gà khác, lúc đó, khối lượng đạt 1,25 kg/con. Sản lượng trứng thấp, tương tự như các giống gà nội của Việt Nam, đạt 76 trứng/mái/năm, khối lượng trứng 40 g/quả. Về khả năng ấp, nở: tỷ lệ trứng có phôi 94-95%; tỷ lệ nở/trứng vào ấp 84-85%; tỷ lệ nở/trứng có phôi 90-91%. Khi nuôi thịt, đến 12 tuần tuổi, tỷ lệ nuôi sống đạt 90,2%, khối lượng đạt 1,1 kg/con. Mổ khảo sát lúc 16 tuần tuổi, tỷ lệ thân thịt thấp, đạt 68,75% trong đó thịt đùi 18,05%; thịt ngực 17,12%.

## Chăn nuôi
Hiện nay, trên địa bàn huyện Tân Sơn có gần 3 vạn con gà nhiều ngón, tập trung nuôi nhiều nhất ở xã Kim Thượng, xã Xuân Đài, và xã Xuân Sơn, bình quân 3.000 – 4.000 con/xã. Gà được nuôi chăn thả tự do vào ban ngày và nhốt trong các chuồng thô sơ bằng tre nứa vào ban đêm, thậm chí không có chuồng để nuôi nhốt. Gà mái đang nuôi con, 100% được cho ăn thêm gạo, ngoài ra, gà mẹ dẫn con đi kiếm mồi để bổ sung thêm thức ăn, chủ yếu là côn trùng, kiến, giun, mối,… Gà trưởng thành, ban ngày được thả tự do để kiếm ăn; buổi tối, trước khi lên chuồng, gà ăn thêm ngô, thóc, sắn, gạo.  